# Râul Trinkbach
Râul Trinkbach este un curs de apă, afluent al râului Cibin.

## Bazin hidrografic
Râul, al cărui nume însemnă în limba germană Pârâul [cu apă de] băut, face parte din bazinul hidrografic al râului Olt.

## Hărți
- Harta Munții Cibin  Arhivat în 30 martie 2010, la Wayback Machine.
- Harta Munții Cindrelului [nefuncțională – arhivă]
- Harta județului Sibiu